# Minamoto no Yoshitomo
Minamoto no Yoshitomo (源 義朝, 1123 – 11 de fevereiro de 1160) foi o líder do clã Minamoto em finais do período Heian da história do Japão. O seu filho Minamoto no Yoritomo tornou-se shōgun e fundou o Shogunato Kamakura, o primeiro shogunato da história do país.

## Rebelião de Hōgen
Com a eclosão da rebelião de Hōgen em 1156, os membros do clã samurai Minamoto e Taira interferiram-se no conflito. Yoshitomo era aliado de Taira no Kiyomori, apoiado pelo Imperador Go-Shirakawa e Fujiwara no Tadamichi, enquanto que o seu pai Minamoto no Tameyoshi, chefe do clã encontrava-se ao lado do seu jovem filho Minamoto no Tametomo e Taira no Tadamasa, que se juntaram ao bando do aposentado Imperador Sutoku e Fujiwara no Yorinaga.
Yoshitomo, ao derrotar o seu pai e as forças de Sutoku e Yorinaga, converteu-se no líder do clã Minamoto e estabelecendo-se enquanto a mais alta autoridade política de Kyoto. Entretanto, mesmo depois de tentativas desesperadas por conseguir perdão do seu pai, este foi executado. Isto resultou numa tremenda rivalidade política entre os dois clãs.

## Rebelião Heiji
Três anos mais tarde, em 1159, Yoshitomo e Fujiwara no Nobuyori colocaram sob prisão domiciliar Go-Shirakawa e assassinaram o seu servo Fujiwara Michinori naquela que ficou conhecido como a Rebelião Heiji. Yoshitomo ficou indignado com o facto dos Taira se tornarem favoritos da corte imperial, depois da Rebelião Hōgen do sacrifício dos Minamoto. Eventualmente, Taira no Kiyomori, com o apoio de Go-Shirakawa, derrotou Yoshitomo, matando os seus dois filhos mais velhos e Nobuyori, liderado por Go-Shirakawa.
Depois de escapar de Kyoto, Yoshitomo foi traído e assassinado por um retentor na província de Owari. Os seus restantes filhos, Yoritomo juntamente com Minamoto no Yoshitsune e Minatomo no Noriyori foram mais tarde perdoados e exilados por Kiyomori.
Diz a lenda que Yoshitomo foi morto desarmado enquanto tomava banho num Onsen. O seu túmulo em Aichi está rodeado de espadas de madeira japonesas (bokuto), pois considera-se que as suas últimas palavras tenha sido: "Se eu tivesse um bokuto...".

## Filhos
Yoshitomo foi pai de nove filhos no total. Os seus dois filhos mais velhos, Yoshihira e Tomonaga, perderam as suas vidas após a derrota do clã Minamoto na Rebelião Heiji. No momento da eclosão da Segunda Guerra Genpei em 1180, Yoritomo era o seu filho mais velho que havia sobrevivido. Os seus restantes seis filhos eram Yoshikado, Mareyoshi, Noriyori, Zenjo, Gien, e Yoshitsune, por ordem do mais velho para os mais novo, respectivamente.